# Влада Младена Иванића
Влада Младена Иванића изабрана 12. јануара 2001. године. То је била осма Влада Републике Српске.

## Састав Владе
| Ресор | Портрет       | Име и презиме    | Странка |
| --- | ------------- | ---------------- | ------- |
| Предсједник Владе | Младен Иванић | Др Младен Иванић | ПДП     |
| Министри |               |                  |         |
| За чланове Владе Републике Српске изабрани су: - 1. Биљана Марић, министар правде, - 2. Слободан Билић, министар одбране, - 3. Перица Бундало, министар унутрашњих послова, - 4. Гојко Савановић, министар просвјете, - 5. Миленко Врачар, министар финансија, - 6. Петар Кунић, министар упарве и локалне самоуправе, - 7. Перо Букејловић, министар индустрије и технологије, - 8. Милорад Балабан, министар здравља и социјалне заштите, - 9. Бошко Лемез, министар енергетике и рударства, - 10. Рајко Латиновић, министар пољопривреде, шумарства и водопривреде, - 11. Бранко Докић, министар саобраћаја и веза, - 12. Митар Новаковић, министар науке и културе - 13. Горан Поповић, министар трговине и туризма, - 14. Неђо Ђурић, министар за урбанизам, стамбено-комуналне делатности, грађевинарство и екологију, - 15. Драган Шолаја, министар за питања бораца, жртава рата и рада, - 16. Фуад Туралић, министар за економске односе са иностранством, - 17. Мићо Мићић, министар за избјеглице и расељена лица, - 18. Душан Антељ, министар вјера, - 19. Зоран Тешановић, министар спорта и омладине Функцију министра у Влади премијера Младена Иванића обављали су и: - 1. Драгомир Јовичић, министар унутрашњих послова - 2. Симеун Вилендечић, министар финансија - 3. Родољуб Тркуља, министар пољопривреде, шумарства и водопривреде - 4. Жељко Тадић, министар трговине и туризма - 5. Боро Бабић, министар трговине и туризма |               |                  |         |